# Гилгеу
Гилгеу (рум. Gâlgău) — село у повіті Селаж в Румунії. Адміністративний центр комуни Гилгеу.
Село розташоване на відстані 366 км на північний захід від Бухареста, 50 км на схід від Залеу, 56 км на північ від Клуж-Напоки.

## Населення
За даними перепису населення 2002 року у селі проживали 732 особи.
Національний склад населення села:
| Національність | Кількість осіб | Відсоток |
| -------------- | -------------- | -------- |
| румуни         | 722            | 98,6%    |
| угорці         | 10             | 1,4%     |

Рідною мовою назвали:
| Мова      | Кількість осіб | Відсоток |
| --------- | -------------- | -------- |
| румунська | 726            | 99,2%    |
| угорська  | 6              | 0,8%     |